# Lethe sihala
Lethe sihala är en fjärilsart som beskrevs av Moore 1872. Lethe sihala ingår i släktet Lethe och familjen praktfjärilar. Inga underarter finns listade i Catalogue of Life.